# ITU World Championship Series 2016
Die ITU World Championship Series 2016 ist eine Triathlon-Rennserie mit Wettkämpfen über die olympische Distanz und die Sprintdistanz sowie als Staffelbewerb (Mixed Relay). Sie wird unter Obhut des internationalen Triathlon-Verbands ITU (International Triathlon Union) ausgetragen. Der Sieger und die Siegerin der Serienwertung werden als Triathlon-Weltmeister geehrt.

## Organisation
Diese Weltserie wird seit 2009 jährlich unter sportrechtlicher Obhut der Internationalen Triathlon Union (ITU) veranstaltet, von 1989 bis 2008 wurden die Weltmeister jeweils in einem einzelnen Wettkampf ermittelt.
Auf der olympischen Distanz bestehen die Wettkämpfe aus 1,5 km Schwimmen, 40 km Radfahren und 10 km Laufen, auf der Sprintdistanz aus 750 m Schwimmen, 20 km Radfahren und 5 km Laufen. Bei den Elite-Wettkämpfen ist generell Drafting (Radfahren im Windschatten) freigegeben. Bei den im Rahmenprogramm veranstalteten Breitensport-Wettkämpfen besteht dagegen Drafting-Verbot, d. h. jeder Athlet hat zum vorausfahrenden Athleten auf der Radstrecke mindestens 12 m Abstand einzuhalten.
In der Saison 2016 fanden acht Rennen sowie das Finale im September in Mexiko statt. In Leeds wurden 2016 erstmals Rennen ausgetragen und es löst London ab. 2016 verfügte die Serie damit über die zweithöchste Anzahl von Wettkämpfen seit 2009. Einziger Wettkampf, der jedes Jahr Bestandteil der Serie ist, ist der ITU World Triathlon Hamburg, wo 2016 im Rahmen der Serie auch zum vierten Mal in Folge die Weltmeister im Mixed Relay geehrt wurden. Bei diesem Format setzen sich die Teams aus je zwei Frauen und Männern zusammen, jedes Mitglied absolviert nacheinander einen Super-Sprint aus 250 m Schwimmen, 6,6 km Radfahren und 1,6 km Laufen. Das Format ist Bestandteil Olympischer Jugendspiele und wurde 2013 in das Programm Olympischer Sommerspiele aufgenommen.
Mit dem Kauf der Ausdauersparte von Lagardère Sports and Entertainment durch die WTC, ein Tochterunternehmen des chinesischen Dalian Wanda Konzerns, wird jetzt erstmals in der Geschichte der Serie die Mehrzahl der Wettkämpfe von einem einzigen Veranstalter organisiert. Bereits im vergangenen Jahr wurde mit dem ITU World Triathlon Gold Coast erstmals ein Wettkampf der Serie von der WTC, die auch die Rechte für das Markenzeichen Ironman hält und u. a. Veranstalter des Ironman Hawaii ist, veranstaltet. Nachdem mit der Übernahme auch die Wettkämpfe in Hamburg, Abu Dhabi, Kapstadt, Leeds und Stockholm von der WTC organisiert werden, werden sechs der neun Wettkämpfe der Serie von einem einzelnen Veranstalter realisiert.

### Wertung
Für die Jahreswertung der Weltmeisterschaft werden neben den neun Rennen der Weltserie auch die anderen Rennen des ITU-Weltcups berücksichtigt:
- Beim Finale in Cozumel gibt es im September für einen Sieg 1200 Punkte und bei den anderen neun Rennen der Weltserie gibt es für einen Sieg jeweils 800 Punkte.

Bei einem normalen ITU-Weltcup gibt es hingegen nur 300 Punkte. Jede weitere Platzierung bekommt bei diesen Rennen eine festgelegte Punktezahl gutgeschrieben.
- Für die Jahreswertung werden die besten fünf Ergebnisse der Weltserie, das letzte Finalrennen sowie maximal zwei Weltcup-Rennen berücksichtigt.[6]

Die Wettkämpfe bis einschließlich 15. Mai zählten zusätzlich neben denen des vergangenen Jahres seit dem 14. Mai 2015 für die Olympic Qualification List, anhand derer die Zahl der Startplätze pro Nation bei den Olympischen Spielen 2016 festgelegt wurden.
Die Nominierung der Athleten erfolgte nach individuellen Kriterien der NOKs, wobei hierzu ebenfalls häufig die Ergebnisse der Serie berücksichtigt wurden.

### Qualifikation
Jeder nationale Dachverband kann pro Wettkampf der Serie bis zu sechs männliche und weibliche Athleten nominieren, der gastgebende Verband bis zu acht. Die Meldung hat spätestens 33 Tage vor dem Wettkampf an die ITU zu erfolgen. Die ITU stellt anhand der Platzierung der gemeldeten Athleten auf der ITU Points List die Starterfelder von je 60 männlichen und weiblichen Athleten zusammen, zusätzlich können je fünf Einladungen ausgesprochen werden. In die ITU Points List gehen im Gegensatz zum World Championship Ranking auch weitere Wettkämpfe wie z. B. U23-Weltmeisterschaften, kontinentale Meisterschaften und Cup-Veranstaltungen und Studentenweltmeisterschaften ein.

### Preisgeld
Insgesamt wurden bei der Serie 2,385 Millionen US-Dollar Preisgeld ausgeschüttet: 150.000 US-Dollar pro Wettkampf, 280.000 US-Dollar für das Grand Final, 140.000 US-Dollar für die Weltmeisterschaft im Mixed Relay sowie einen Bonuspool von 755.000 US-Dollar für die Weltmeisterschaft. Die schnellsten Männer und Frauen erhalten jeweils 18.000 US-Dollar pro Wettkampf der Serie, 7.500 US-Dollar pro Weltcup-Sieg sowie 30.000 US-Dollar beim Grand Final in Cozumel, der Weltmeister und die Weltmeisterin weitere 80.000 US-Dollar. Preisgelder wurden bis Platz 35 gezahlt.

## Ergebnisse

### Männer
| Datum         | Ort        | Gold                  | Zeit     | Silber            | Zeit     | Bronze               | Zeit     |
| 5. März 2016  | Abu Dhabi  | Mario Mola            | 01:46:38 | Richard Murray    | 01:46:53 | João Pedro Silva     | 01:47:07 |
| 9. Apr. 2016  | Gold Coast | Mario Mola -2-        | 01:46:28 | Fernando Alarza   | 01:46:55 | Jonathan Brownlee    | 01:47:09 |
| 24. Apr. 2016 | Kapstadt   | Fernando Alarza       | 00:54:12 | Jonathan Brownlee | 00:54:17 | Dorian Coninx        | 00:54:23 |
| 14. Mai 2016  | Yokohama   | Mario Mola -3-        | 01:46:27 | Crisanto Grajales | 01:46:42 | Kristian Blummenfelt | 01:46:45 |
| 12. Juni 2016 | Leeds      | Alistair Brownlee     | 01:49:27 | Jonathan Brownlee | 01:49:59 | Aaron Royle          | 01:50:33 |
| 3. Juli 2016  | Stockholm  | Alistair Brownlee -2- | 01:50:33 | Jonathan Brownlee | 01:50:43 | Pierre Le Corre      | 01:51:30 |
| 16. Juli 2016 | Hamburg    | Mario Mola -4-        | 00:52:19 | Jacob Birtwhistle | 00:52:36 | Fernando Alarza      | 00:52:36 |
| 4. Sep. 2016  | Edmonton   | Jonathan Brownlee     | 00:51:39 | Mario Mola        | 00:51:56 | Richard Murray       | 00:52:01 |
| 19. Sep. 2016 | Cozumel    | Henri Schoeman        | 01:46:50 | Jonathan Brownlee | 01:47:08 | Alistair Brownlee    | 01:47:08 |

### Frauen
| Datum         | Ort        | Gold               | Zeit     | Silber          | Zeit     | Bronze            | Zeit     |
| 5. März 2016  | Abu Dhabi  | Jodie Stimpson     | 01:56:09 | Ashleigh Gentle | 01:56:18 | Helen Jenkins     | 01:56:25 |
| 9. Apr. 2016  | Gold Coast | Helen Jenkins      | 01:56:03 | Gwen Jorgensen  | 01:56:44 | Andrea Hewitt     | 01:56:45 |
| 24. Apr. 2016 | Kapstadt   | Non Stanford       | 00:59:49 | Jodie Stimpson  | 00:59:56 | Flora Duffy       | 00:59:59 |
| 14. Mai 2016  | Yokohama   | Gwen Jorgensen     | 01:56:02 | Ashleigh Gentle | 01:57:20 | Ai Ueda           | 01:57:25 |
| 12. Juni 2016 | Leeds      | Gwen Jorgensen -2- | 02:00:33 | Flora Duffy     | 02:01:24 | Vicky Holland     | 02:01:57 |
| 3. Juli 2016  | Stockholm  | Flora Duffy        | 02:03:38 | Andrea Hewitt   | 02:03:58 | Helen Jenkins     | 02:04:06 |
| 16. Juli 2016 | Hamburg    | Katie Zaferes      | 00:57:03 | Rachel Klamer   | 00:57:14 | Gwen Jorgensen    | 00:57:29 |
| 4. Sep. 2016  | Edmonton   | Summer Cook        | 00:56:49 | Sarah True      | 00:56:52 | Katie Zaferes     | 00:56:56 |
| 18. Sep. 2016 | Cozumel    | Flora Duffy -2-    | 01:57:59 | Gwen Jorgensen  | 01:59:16 | Charlotte McShane | 01:59:25 |

### Gesamtwertung

#### Männer

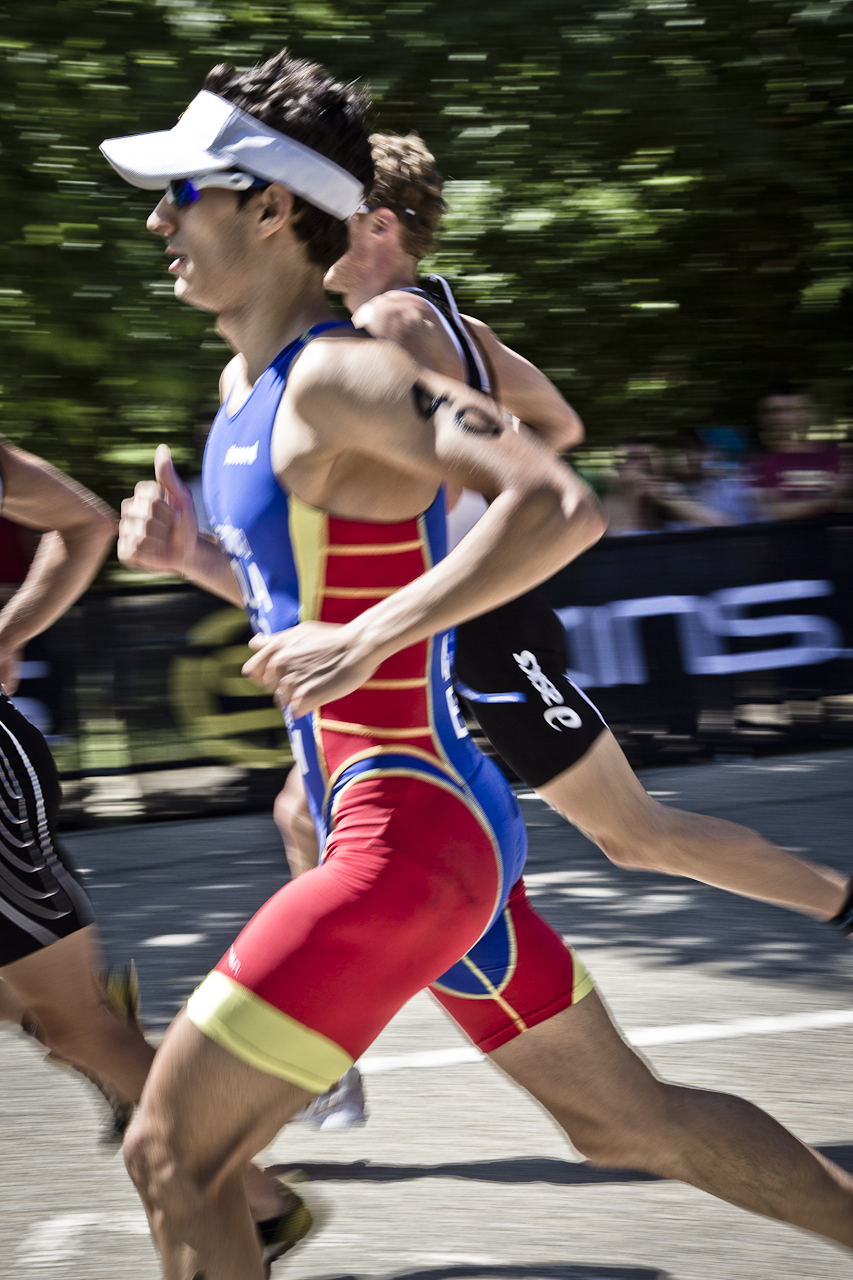
Mario Mola – Triathlon-Weltmeister auf der Kurzdistanz (2016 und 2017)

Der Spanier Mario Mola konnte mit dem fünften Rang im letzten Rennen die Weltmeisterschaft 2016 für sich entscheiden.

In der Jahreswertung hatte er vier Punkten Vorsprung auf den Briten Jonathan Brownlee: Dieser hatte in Mexiko im Grand Final in Führung liegend nur etwa 400 Meter vor dem Ziel noch einen Schwächeanfall erlitten, er wurde von seinem Bruder Alistair aufgefangen und ins Ziel „gestützt“. Ein direkt nach dem Rennen vom spanischen Triathlon-Verband (FETRI, Federación Español de Triatlón) eingebrachter Protest wurde abgelehnt.
| Platz | Land | Athlet                      | Punkte |
| ----- | ---- | --------------------------- | ------ |
| 1     | ESP  | Mario Mola                  | 4.819  |
| 2     | GBR  | Jonathan Brownlee           | 4.815  |
| 3     | ESP  | Fernando Alarza             | 4.087  |
| 4     | RSA  | Henri Schoeman              | 3.160  |
| 5     | RSA  | Richard Murray              | 2.975  |
| 6     | AUS  | Ryan Bailie                 | 2.893  |
| 7     | MEX  | Crisanto Grajales           | 2.822  |
| 8     | FRA  | Pierre Le Corre             | 2.810  |
| 9     | GBR  | Adam Bowden                 | 2.7900 |
| 10    | GBR  | Alistair Brownlee           | 2.679  |
| 13    | AUS  | Jacob Birtwhistle           | 2.227  |
| 22    | CHE  | Andrea Salvisberg           | 1.657  |
| 23    | GER  | Steffen Justus              | 1.648  |
| 26    | GER  | Jonathan Zipf               | 1.439  |
| 31    | GER  | Gregor Buchholz             | 1.307  |
| 48    | AUT  | Thomas Springer             | 821    |
| 58    | ESP  | Francisco Javier Gómez Noya | 633    |
| 87    | AUT  | Alois Knabl                 | 380    |
| 113   | AUT  | Lukas Pertl                 | 205    |
| 131   | CHE  | Sven Riederer               | 123    |

#### Frauen

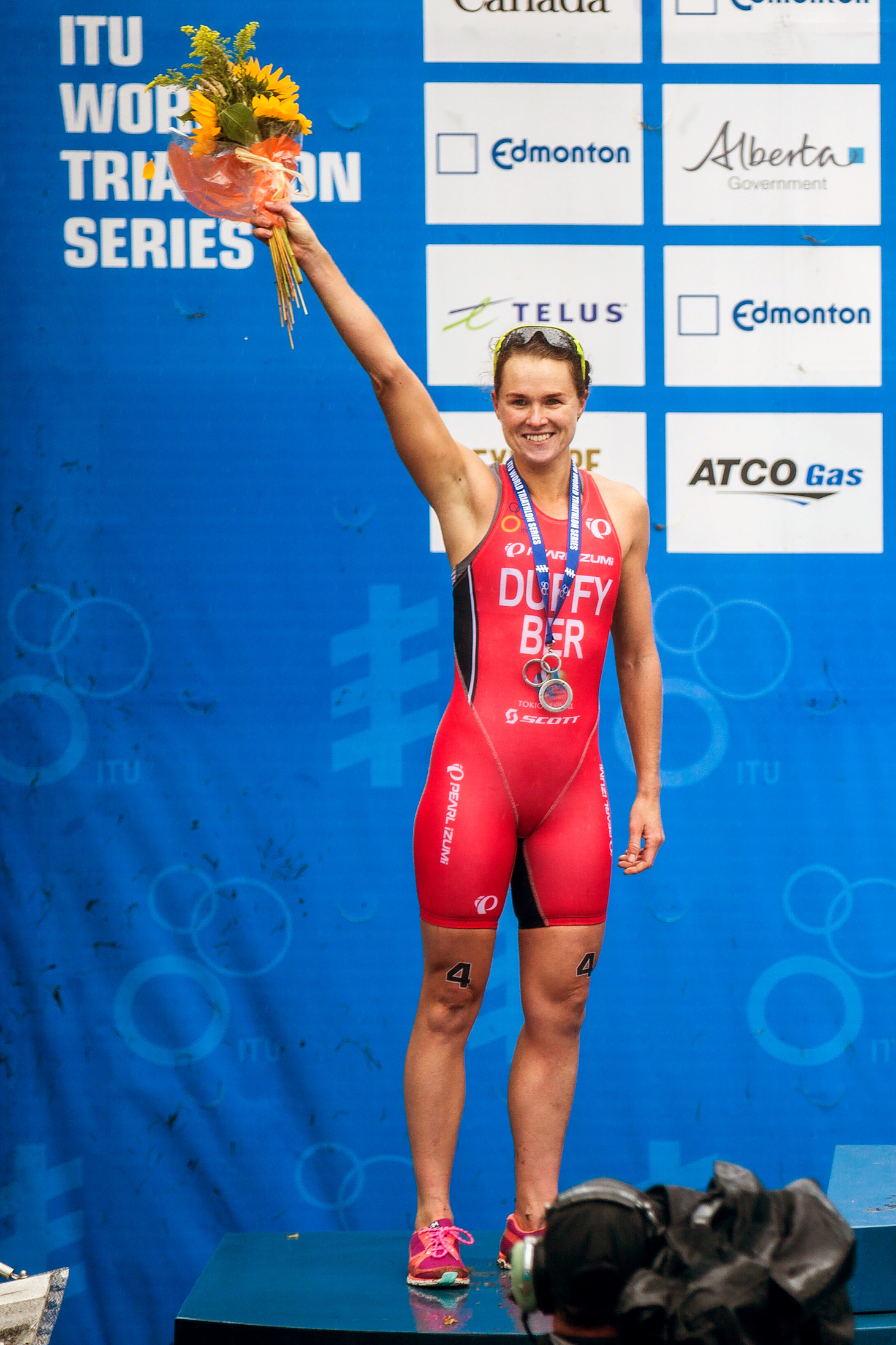
Flora Duffy – Triathlon-Weltmeisterin auf der Kurzdistanz (2016 und 2017)

Flora Duffy sicherte sich mit dem Sieg im Grand Final den Weltmeisterschaftstitel.
| Platz | Land | Athletin            | Punkte |
| ----- | ---- | ------------------- | ------ |
| 1     | BER  | Flora Duffy         | 4.691  |
| 2     | USA  | Gwen Jorgensen      | 4.435  |
| 3     | JPN  | Ai Ueda             | 3.616  |
| 4     | USA  | Katie Zaferes       | 3.437  |
| 5     | GBR  | Helen Jenkins       | 3.410  |
| 6     | NZL  | Andrea Hewitt       | 3.223  |
| 7     | GBR  | Jodie Stimpson      | 3.145  |
| 8     | AUS  | Charlotte McShane   | 3.095  |
| 9     | USA  | Sarah True          | 2.855  |
| 10    | AUS  | Ashleigh Gentle     | 2.825  |
| 13    | GBR  | Vicky Holland       | 2.446  |
| 24    | AUT  | Sara Vilic          | 1.462  |
| 26    | CHE  | Jolanda Annen       | 1.316  |
| 31    | GER  | Laura Lindemann     | 1.157  |
| 32    | GER  | Hanna Philippin     | 1.155  |
| 41    | AUT  | Lisa Perterer       | 999    |
| 48    | GER  | Rebecca Robisch     | 859    |
| 58    | GER  | Anne Haug           | 678    |
| 62    | UKR  | Julija Jelistratowa | 623    |

(Stand: 18. September 2016)

### U23
Auf der olympischen Distanz (1,5 km Schwimmen, 40 km Radfahren und 10 km Laufen) werden im Rahmen des Rennens am letzten Austragungsort der Saison (Grand Final) auch jährlich die Weltmeister in der Kategorie U23 ermittelt.
| Datum/Jahr    | Austragungsort | U23-Weltmeister | Zweiter        | Dritter      |
| ------------- | -------------- | --------------- | -------------- | ------------ |
| 15. Sep. 2016 | Cozumel        | Jorik Van Egdom | Manoel Messias | Bence Bicsák |

| Jahr | U23-Weltmeisterin | Zweite          | Dritte       |
| ---- | ----------------- | --------------- | ------------ |
| 2016 | Laura Lindemann   | Léonie Periault | Sandra Dodet |